# Open Chemistry
Open Chemistry (abgekürzt Open Chem.) ist eine wissenschaftliche Fachzeitschrift, die jährlich im Peer-Review-Verfahren als Open-Access-Zeitschrift bei Walter de Gruyter erscheint. Die Zeitschrift aus dem Bereich der Chemie erschien erstmals 2003 als Central European Journal of Chemistry. Sie wurde zunächst gemeinsam von Springer Science+Business Media und Versita herausgegeben und erschien anfangs vierteljährlich, später zweimonatlich und dann monatlich. Veröffentlicht werden Beiträge aus den Gebieten der Biochemie, der Analytischen Chemie, der Physikalischen Chemie, der Anorganischen Chemie, der Organischen Chemie und aus Bereichen der Chemie, die Schnittstellen zu anderen Wissenschaften aufweisen. Der Impact Factor der Zeitschrift lag 2023 bei 2,1. Chefredakteurin ist Snezana Zaric von der Universität Belgrad.